# Grouches-Luchuel
Grouches-Luchuel è un comune francese di 591 abitanti situato nel dipartimento della Somme nella regione dell'Alta Francia.

## Società

### Evoluzione demografica
Abitanti censiti